# Filippo Caminiti
Filippo Caminiti (Soverato, 5 marzo 1895 – Soverato, 22 ottobre 1955) è stato un imprenditore e politico italiano. Noto per il suo ruolo di senatore nella I Legislatura della Repubblica Italiana (1948-1953).
Carriera Imprenditoriale e Politica:
• Origini e Formazione: Nato a Soverato, in provincia di Catanzaro, da Rocco Caminiti, capitano di lungo corso, e Elena Fusto. Dopo gli studi primari nel paese natale, proseguì la formazione a Messina. A seguito del terremoto del 1908, tornò a Soverato per contribuire all’azienda familiare, la “Rocco Caminiti & C.”, attiva nel commercio marittimo e nel piccolo cabotaggio.
• Sindaco e Podestà: Nel 1920, succedendo al padre, divenne sindaco di Soverato, rappresentando una maggioranza monarchico-costituzionale. Con l’ascesa del fascismo, aderì al movimento e, nel 1926, fu nominato podestà, incarico che mantenne fino al 1942. Durante il suo mandato, promosse opere di modernizzazione, tra cui la costruzione dell’acquedotto, del cimitero e di edifici scolastici.
• Attività Imprenditoriali: Oltre all’impegno politico, ampliò le attività familiari nel commercio di agrumi, ferro e materiali edili, e gestì un’impresa boschiva, consolidando la sua posizione nel settore industriale calabrese.
• Presidenza degli Industriali: Nel 1947, fu nominato presidente della Confederazione Provinciale degli Industriali di Catanzaro, carica che mantenne per otto anni, contribuendo allo sviluppo industriale della regione.
Senatore della Repubblica:
• Elezione: Nel 1948, fu eletto senatore per il Partito Liberale Italiano nel collegio di Catanzaro, ottenendo un significativo consenso, specialmente nella sua Soverato.
• Attività Parlamentare: Durante il mandato, partecipò attivamente alle Commissioni permanenti su Industria, Commercio, Igiene e Sanità, Lavoro ed Emigrazione, Agricoltura e Alimentazione. Intervenne su temi quali la colonizzazione della Sila, la piccola proprietà contadina e la regolamentazione dei prezzi delle sanse.
Vita Privata e Ultimi Anni:
• Famiglia: Nel 1928, sposò Esterina Chiefari, con la quale ebbe sette figli.
• Morte: Dopo la mancata rielezione nel 1953 e la tragica perdita del primogenito Rocco nello stesso anno, la sua salute peggiorò. Morì improvvisamente il 22 ottobre 1955 all’età di 60 anni. I funerali furono molto partecipati, e il sindaco di Soverato dichiarò il lutto cittadino in sua memoria.
La figura di Filippo Caminiti rimane significativa nella storia politica e industriale della Calabria del XX secolo, rappresentando un esempio di dedizione sia alla crescita economica che al servizio pubblico.